# ديلفينا بانغ
ديلفينا بانغ (بالإسبانية: Delfina Bunge)‏ هي مترجمة ومؤلفة وكاتِبة وشاعرة أرجنتينية، ولدت في 24 ديسمبر 1881 في بوينس آيرس في الأرجنتين، وتوفيت في 30 مارس 1952 في قرطبة في الأرجنتين.